# Özörény
Gömörhorka (más néven Özörény, 1906-ig Horka, szlovákul: Gemerská Hôrka) község Szlovákiában, a Kassai kerület Rozsnyói járásában.

## Fekvése
Rozsnyótól 19 km-re délnyugatra, a Szlovák karszthegység délnyugati részének és a Rima-völgyének határán, a Sajó-folyó teraszán, félúton Rozsnyó és Tornalja között fekszik. Lakosainak száma 1316 fő (2006), területe 12,79 km².

## Története
A mai település két középkori település területén fekszik. Ezek a rég elfelejtett Malah és a szájhagyományokban élő Özörény. A község valószínűleg a térség legrégibb települései közé tartozik. Malah falut 1242-ben, közvetlenül a tatárjárás után említik először. A falu Szent Erzsébet tiszteletére szentelt régi temploma a 13. század második felében épült, írott forrásban 1341-ben szerepel először. Ez a templom egykor a Mihály-hegy oldalában állt, ahol maradványai ma is megtalálhatók. A nép a vörös barátok templomaként emlegette. Romjai 1796-ban még álltak, tornyában őr állt, aki a veszedelmet kürtszóval jelezte. Malah kisnemesi település volt, a 16. században egy török rajtaütés során pusztult el.
Özörényt 1226-ban említik először. Középkori templomának romjai a mai Puszta templom dűlőben találhatók. Köznemesi település volt, ezenkívül nem sokat tudunk róla. Utoljára 1466-ban említik írott forrásban. Vályi András szerint „ÖZÖRÉNY vagy Ezerény. Meg lehetős tulajdonságú földekből, és erdőkből álló puszta Gömör Várm. a’ Putnoki Járásban, határos Litzével, és Mellétével, most Horkához tartozik."
A mai település első fennmaradt írásos említése Horka néven 1413-ból származik. 1483-ban „Horka alias Malach" néven szerepel az írott forrásokban. A falunak kezdetben nem volt saját temploma, hívei a malahi templomhoz tartoztak. Lakói a 16. században reformátusok lettek, a csoltói, majd a pelsőci templomba jártak istentiszteletre. A 17.-18. században nagyrészt lakatlan volt. A község temploma 1786-ban épült, eredetileg torony nélkül. Tornyát később építették hozzá. 1828-ban a falu 103 házát 702-en lakták. Lakói mezőgazdasággal, mészégetéssel, szénégetéssel, fuvarozással és állattartással foglalkoztak. 1906-ban hivatalos nevét Özörényre változtatták.
A 18. század végén Vályi András így ír róla: „HORKA. Magyar falu Gömör Várm. földes Urai sok Uraságok, lakosai reformátusok, és kevesebben katolikusok, fekszik Sajó vizéhez közel, Pelsőtzhöz 1/4 mértföldnyire, a’ falu közepén fakadott tiszta, és soha bé fagyni nem szokott bövséges forrása van, földgye meg lehetős, piatzozásai közel, Jolsván 1 1/2, Rozsnyón 2 1/2 mértföldnyire, réttye a’ Sajó mentében jó, földgyének fele középszerű, fele vadvizes, legelője elég, erdeje el pusztúlt, gyümöltsösse hasznos."
A 19. század közepén Fényes Elek eképpen írja le: „Horka, magyar falu, Gömör vmegyében, Pelsőcz és Lekényével szomszédos. Van benne a reformátusoknak templomjuk. A lakosok száma 693, mind reform. kevés r. katholikus. Mindnyájan eredeti magyarok. Van 10 3/8 urbéri és 22 1/8 majorsági telek, 500 hold erdő. Sovány szántófölde a tisztabuzát csak nagy szorgalmas munka után termi meg. Rétje jó, ollykor a Sajó kiáradásakor kárt szenved; határában melegforrások találtatnak. Birják: Hevessi, Hámos, Czekus urak, ugy a nemes Székely, Farkas, Bakó, Ambrus, Barna és Gál nemzetségek. Ut. p. Tornalja."
Borovszky monográfiasorozatának Gömör-Kishont vármegyét tárgyaló része szerint: „Horka, sajóvölgyi magyar kisközség, körjegyzőségi székhely, 157 házzal és 899, túlnyomó számban ev. ref. vallású lakossal. E községet már 1411-ben említik, a mikor a mellétei Barna család volt az ura. 1413-tól 1488-ig a Dancs családot, de 1483-ban a Szentkirályi családot találjuk itt. 1449-ben a község neve Harka alias Malach alakban van említve. Későbbi birtokosai a Ragályi, Diószeghy, Tornallyai, Sárközy, Losonczy, Fáy, Putnoky, Vadnay, Hevessy, Hámos, Czékus, Székely, Farkas, Bakó, Ambrus és Gaál családok. Most Hevessy Bertalannak van itt nagyobb birtoka. A községben régi kúria is van, mely még a mult század elején épült és most a rozsnyói takarékpénztáré. A község határában valamely régi templom maradványai láthatók. Itt feküdt hajdan Özörény község is, melynek azonban már nyoma sincsen. Ide tartoznak Ivánka, Sós és Vendégfogadó puszták is. A község ev. ref. temploma 1786-ban épült. A faluban van posta, távíró és vasúti állomás."
1920-ig Gömör-Kishont vármegye Tornaljai járásához tartozott.1927 óta hivatalos neve Gemerská Hôrka. 1938 és 1945 között ismét Magyarország része.
Ma korszerű, ipari jellegű kisközség. Ismertségét a Gömöri Cellulóz- és Papírgyár (1882-1992), az SCA Hygiene Products és a Domitri cégeknek köszönheti. A községben ma egy magyar és egy szlovák nyelvű alapiskola működik.

## Jelene
Gömörhorka Kelet-Szlovákia Kassai kerületének Rozsnyói járásában elhelyezkedő község. A Szlovák Karszt Nemzeti Park délnyugati részének és a Rima-völgyének határán, a Sajó-folyó teraszán, Rozsnyó és Tornalja között fekszik. A Domica Mikrorégió és a KRAS helyi akciócsoport tagja.
A község temploma 1786-ban épült, eredetileg torony nélkül. A tornyot később építették hozzá, mely cseh süveggel fedett. Az épületben az I. világháborúban elesett horkai lakosok emlékére egy emléktábla van elhelyezve.
A községben három oktatási intézmény működik – magyar és szlovák nyelvű óvoda, magyar tanítási nyelvű alapiskola, valamint szlovák tanítási nyelvű alapiskola. Az intézményeket látogató gyermekek rendszeresen vesznek részt különböző kulturális eseményeken, történelmi megemlékezéseken, iskolai kirándulásokon, de környezetvédelmi napokra, ill. természetiskolába is járnak.
Gömörhorkán gazdag sport- és kulturális élet folyik. Kiskorúak, felnőttek és nyugdíjasok egyaránt szívesen vesznek részt a rendezvényeken, amelyek a helyi kultúrházban vagy annak udvarán, a sportpályán, ill. köztéren kerülnek megrendezésre. A település méltán büszke az itt működő összes szervezetre. A Napsugár tánccsoport rendre vesz részt az anyák napi, karácsonyi, falunapi rendezvényeken a községben és más településeken, külföldön is. A tánccsoport mellett létrejött 3K: Kreatív Kézműves Klub a gyerekek szabadidejének észszerű kihasználását biztosítja. Az egyházi énekkar tagjai szintén falunapi rendezvényeken tűnnek fel, de karácsonyi koncertet is adnak a templomban a község lakosainak, ill. egyházi kórustalálkozókra is járnak. A Gömörhorkai Református Gyülekezet a Gömöri Református Egyházmegye részét alkotja. Egy nagyon aktív és lendületes gyülekezetről van szó, amely számos érdekes közösségépítő programokat szervez (községszépítő önkéntes munka, jótékonysági bál, napközis tábor) úgy Gömörhorkán, mint más falukban. A Gömörhorkai Futballklub összesen három labdarúgó csapatot ölel magába, legkisebbektől legnagyobbakig, járási és kerületi szinteken. A Szlovák Karszt Kerékpár Klub tagjai nem csak horkaiak, de a környező falvak polgárai is. A BOTOND edzőtermet mindenki látogathatja, aki a sportok közül a testépítést részesíti előnyben. A nyár folyamán a legkedveltebb időtöltést a VERONIKA strandfürdő szolgáltatja.
Akik megpihenni vágynak, azoknak lehetőségük van a Kövirózsa Panzió és a Hôrka turistaszálló szobáit igénybe venni. A Kövirózsa Panzióban turisztikai információs központ is működik, továbbá biciklit lehet kölcsönözni, és a Horka Karsztjelenségei nevű tanösvény is innen kezdődik.
A gyengélkedő felnőtteket a kultúrház melletti épületben rendelő háziorvos látja el.
Gömörhorka három élelmiszerbolttal és egy virág-ajándék bolttal is rendelkezik.
A községben két, Szlovákiában jól ismert cég üzemel. Az egyik a svéd tulajdonjogú SCA Hygiene Products, a másik a Domitri s.r.o. Mindkét üzem a környék legnagyobb munkaadói közé tartozik. A falu lakosainak munkahelyet biztosítanak a helyi magánvállalkozók is.

## Népessége
| Év:            | 1994. | 2004.   | 2014.   | 2024.   |
| -------------- | ----- | ------- | ------- | ------- |
| Emberek száma: | 1284  | 1334    | 1319    | 1266    |
| Eltérés:       |       | +3,89 % | -1,12 % | -4,01 % |

| Év:            | 2023. | 2024.   |
| -------------- | ----- | ------- |
| Emberek száma: | 1272  | 1266    |
| Eltérés:       |       | -0,47 % |

1880-ban 659 lakosából 619 magyar, 5 szlovák, 1 német és 16 más anyanyelvű, illetve 18 csecsemő.
1890-ben 812 lakosából 808 magyar és 2 szlovák anyanyelvű volt.
1900-ban 899 lakosából 865 magyar és 27 szlovák anyanyelvű lakta.
1910-ben 1027 lakosából 1008 magyar, 14 német, 3 szlovák, 1 ruszin és 1 más anyanyelvű.
1921-ben 982 lakosából 931 magyar és 29 csehszlovák.
1930-ban 1076 lakosából 897 magyar és 112 csehszlovák volt.
1941-ben 1151 lakosából 1120 magyar és 28 szlovák.
1991-ben 1284 lakosából 1059 magyar és 179 szlovák lakta.
2001-ben 1329 lakosából 838 magyar, 334 szlovák, 138 cigány.
2011-ben 1338 lakosából 761 magyar, 425 szlovák és 119 cigány.

## Neves személyek
- Itt született Dusza István (1951-2002) szlovákiai magyar író, irodalom- és színikritikus, publicista.

## Nevezetességei
- Református temploma 1786-ban épült, a 19. század végén klasszicista stílusban alakították át. Szószéke eredeti, 1786-ban készült.
- Malah falu középkori templomának maradványai a Mihály-hegyen.
- Özörény középkori templomának maradványai a mai Žilka-tanyával szembeni III. dűlőben.
- A környező hegyekben barlangok, karsztképződmények találhatók, melyek a turisták kedvelt kirándulóhelyei.
- Hagyományőrző emlékszoba. Az egykori tűzoltószertárban berendezett, a település hagyományait ismertető emlékszobát 2000-ben avatták fel. A kiállítás gerincét a községben gyűjtött régi használati tárgyak alkotják.

## Testvértelepülés
- Bőcs, Magyarország